# Apanteles minor
Apanteles minor är en stekelart som beskrevs av Josef Fahringer 1938. Apanteles minor ingår i släktet Apanteles och familjen bracksteklar. Inga underarter finns listade i Catalogue of Life.